# Eodorcadion exaratum
Eodorcadion exaratum es una especie de escarabajo longicornio perteneciente al género Eodorcadion, categorizada en la tribu Dorcadionini, de la subfamilia Lamiinae. Fue descrita por Ménétriés en 1854.
El período de actividad en los ejemplares adultos se presenta durante el mes de agosto.

## Descripción
Mide 11,3-24 mm de longitud.

## Distribución
Se distribuye por Asia: en China y Mongolia.